# カール・ライヒェルト
カール・ライヒェルト（Carl Reichert または Karl Reichert 、1836年8月27日 - 1918年4月5日)はオーストリアの画家である。 J. Hartung の名前でも活動した。風景画や動物画を描いた。

## 略歴

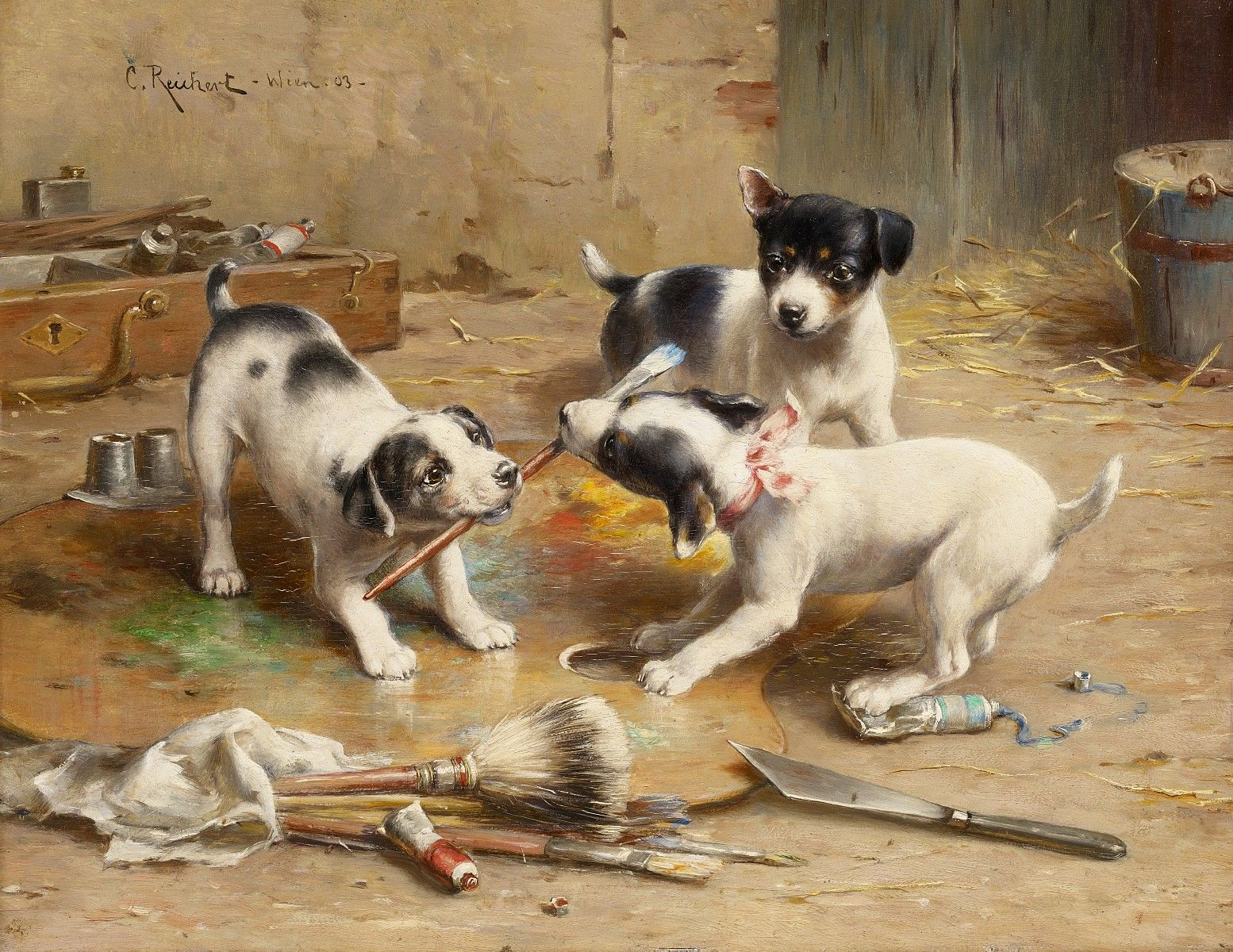
「画家の犬」(1903)

ウィーン生まれ。父親は歴史画の画家、版画家、写真家のハインリヒ・ライヒェルトである。グラーツの絵画学校(Ständische Zeichnungsakademie)で学び、教師で友人となったJosef Kuwasseg (1799-1859) と1854年に画集「Burgalbum für Erzherzogin Sophie」を出版した。これはグラーツ城が一部取り壊される前後を描いた画集である。1865年に父親の都市景観の画集を完成した。
ミュンヘン美術院で学び1866年から1869年の間はイタリアで修行した後、オーストリアに戻り、都会の景観や動物画。特に犬や猫を描いた。1874年にウィーン画家組合の会員になり。ウィーンのキュンストラーハウスの展覧会に出展した。

## 作品

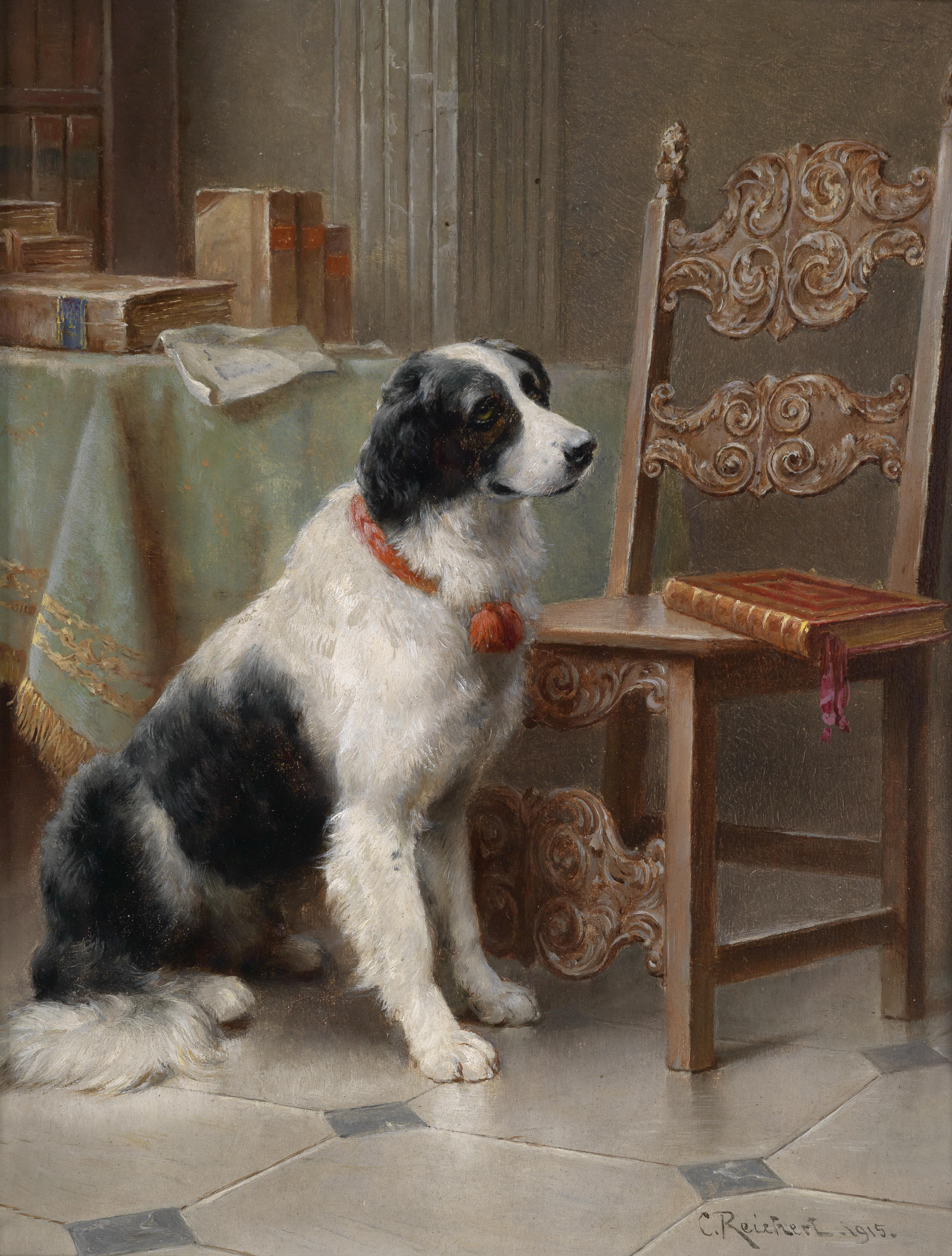
「家族の最愛の犬」(1915)
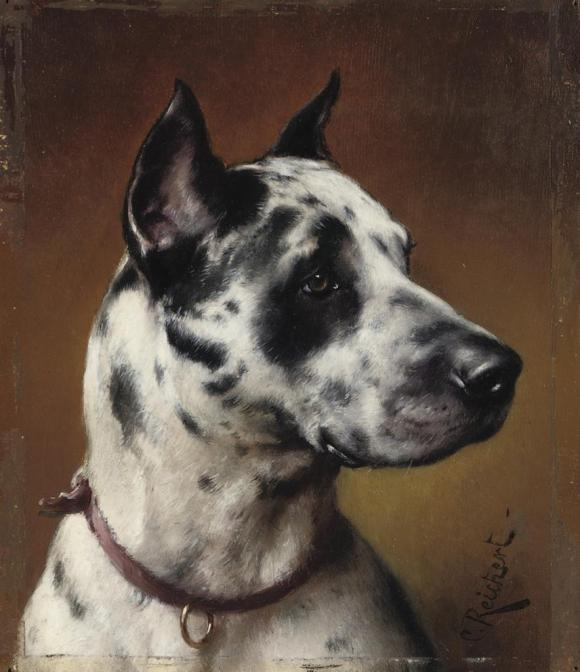
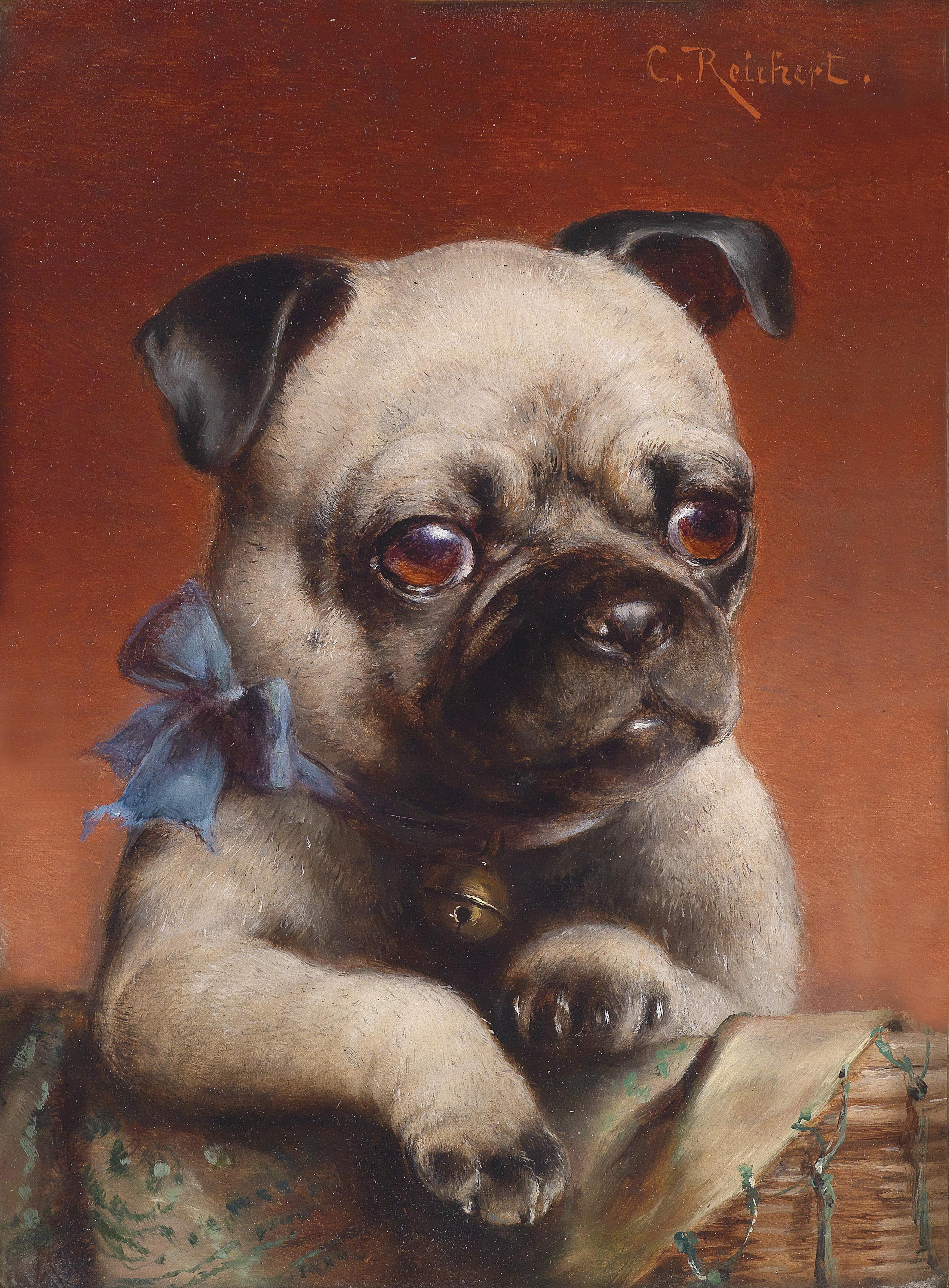
「パグ」
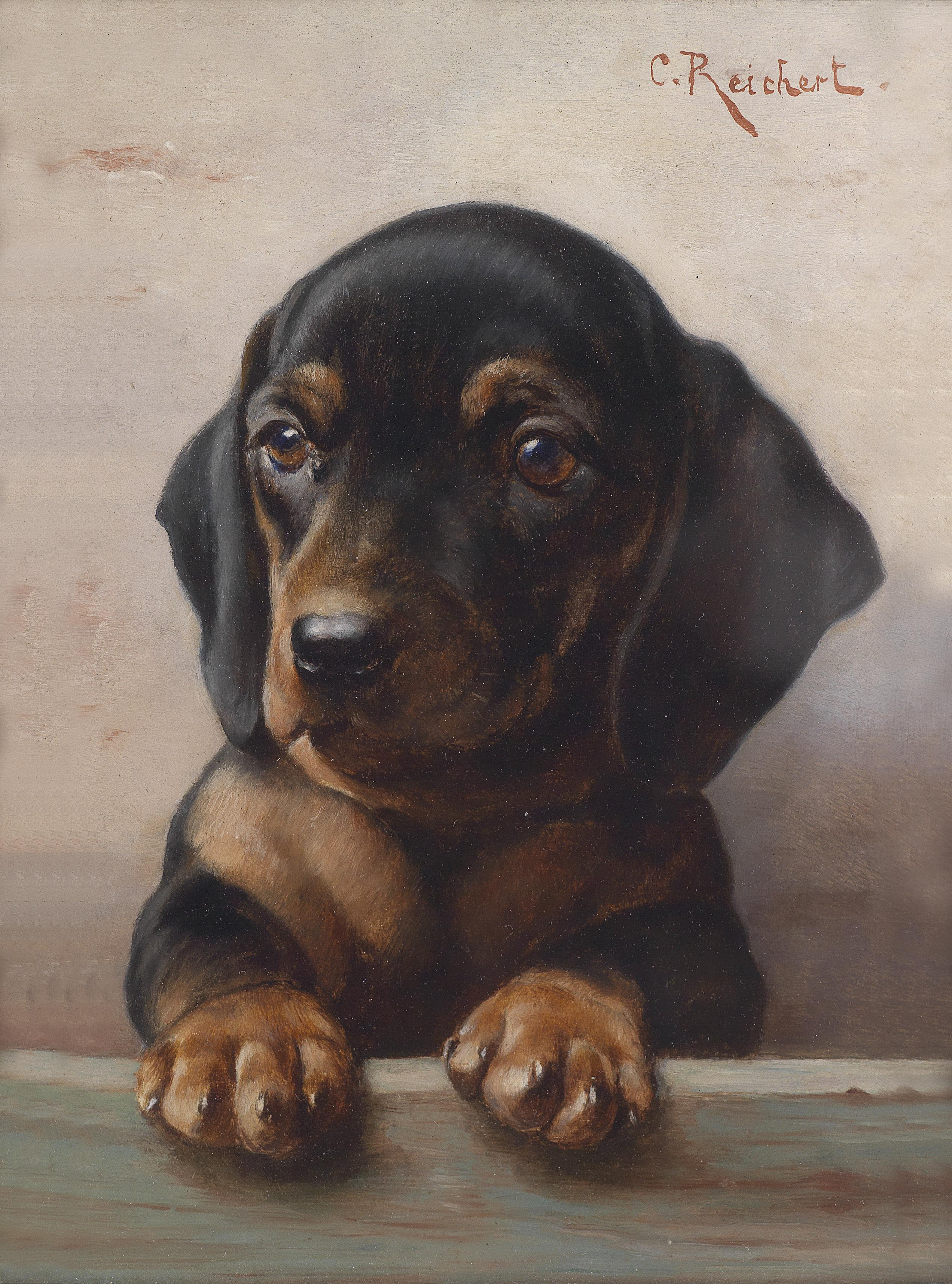
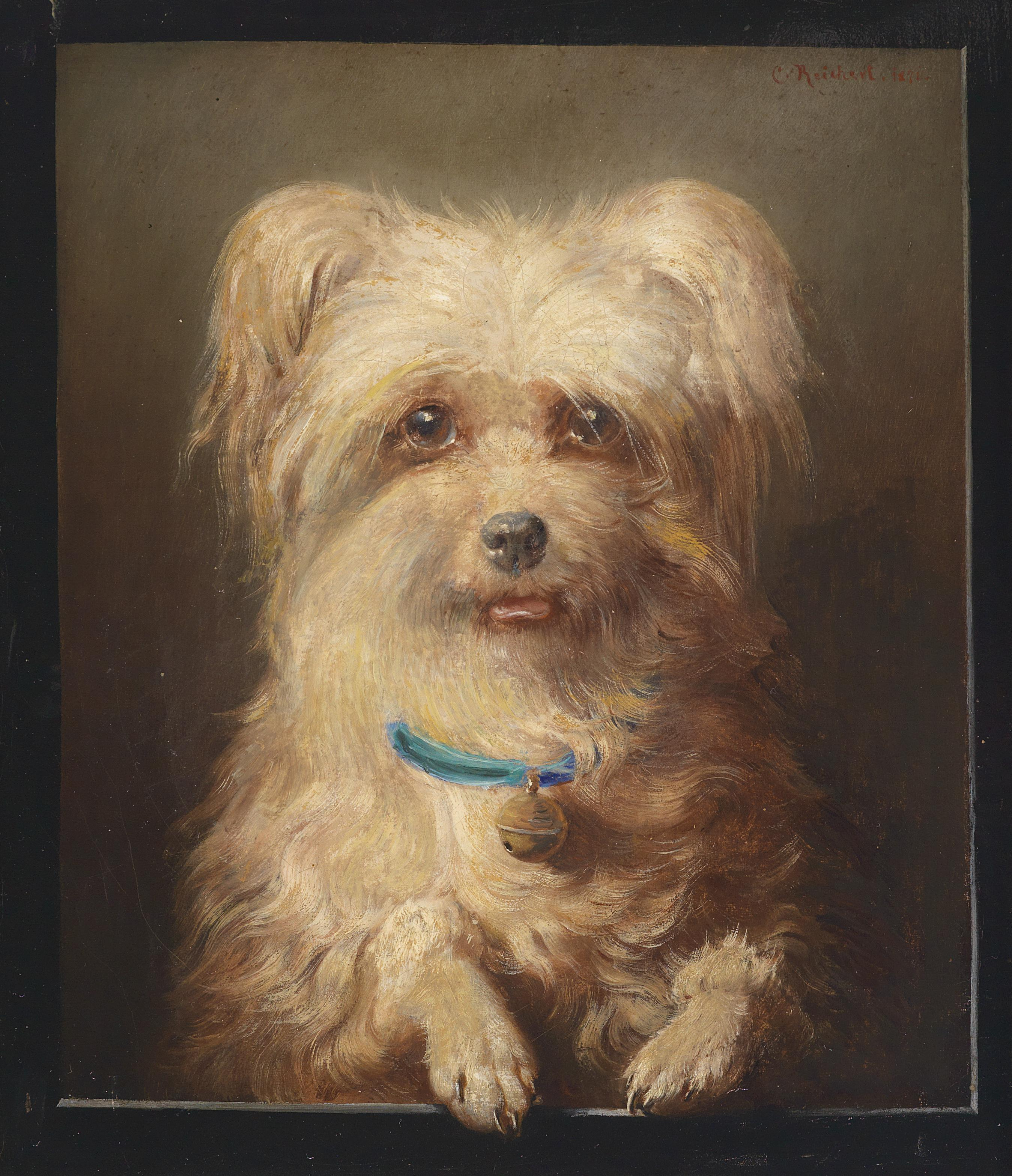
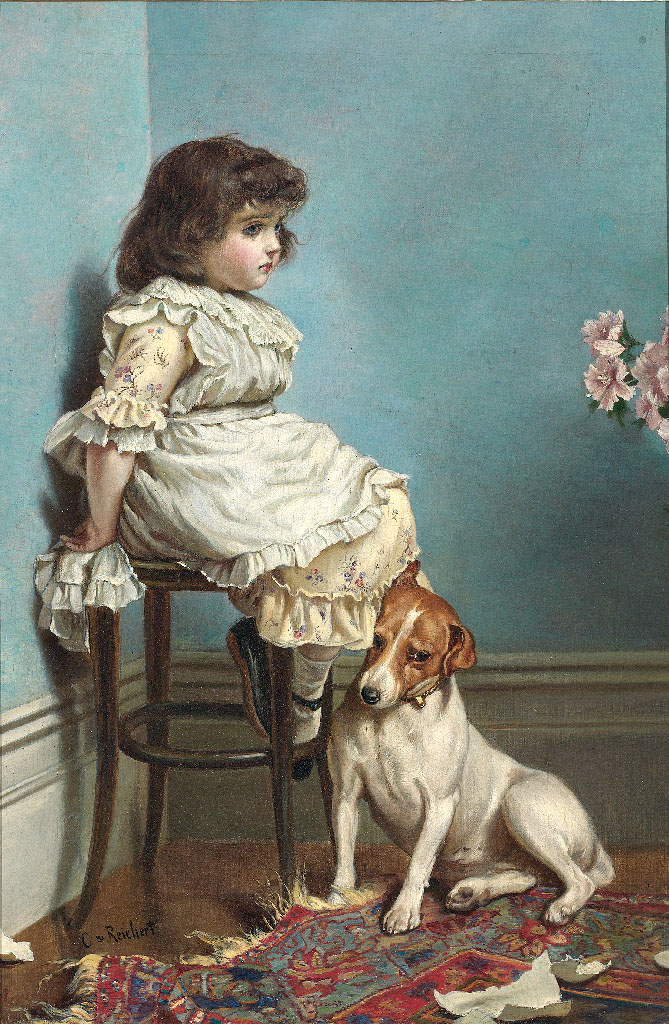
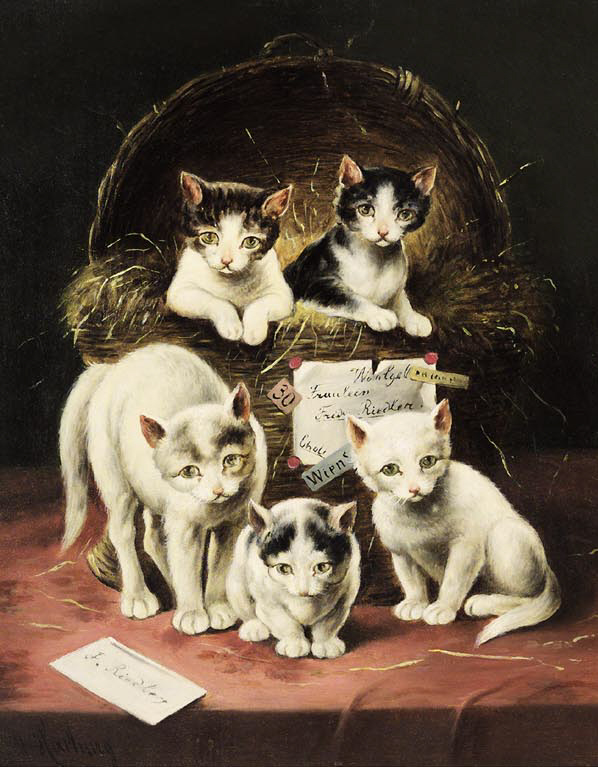
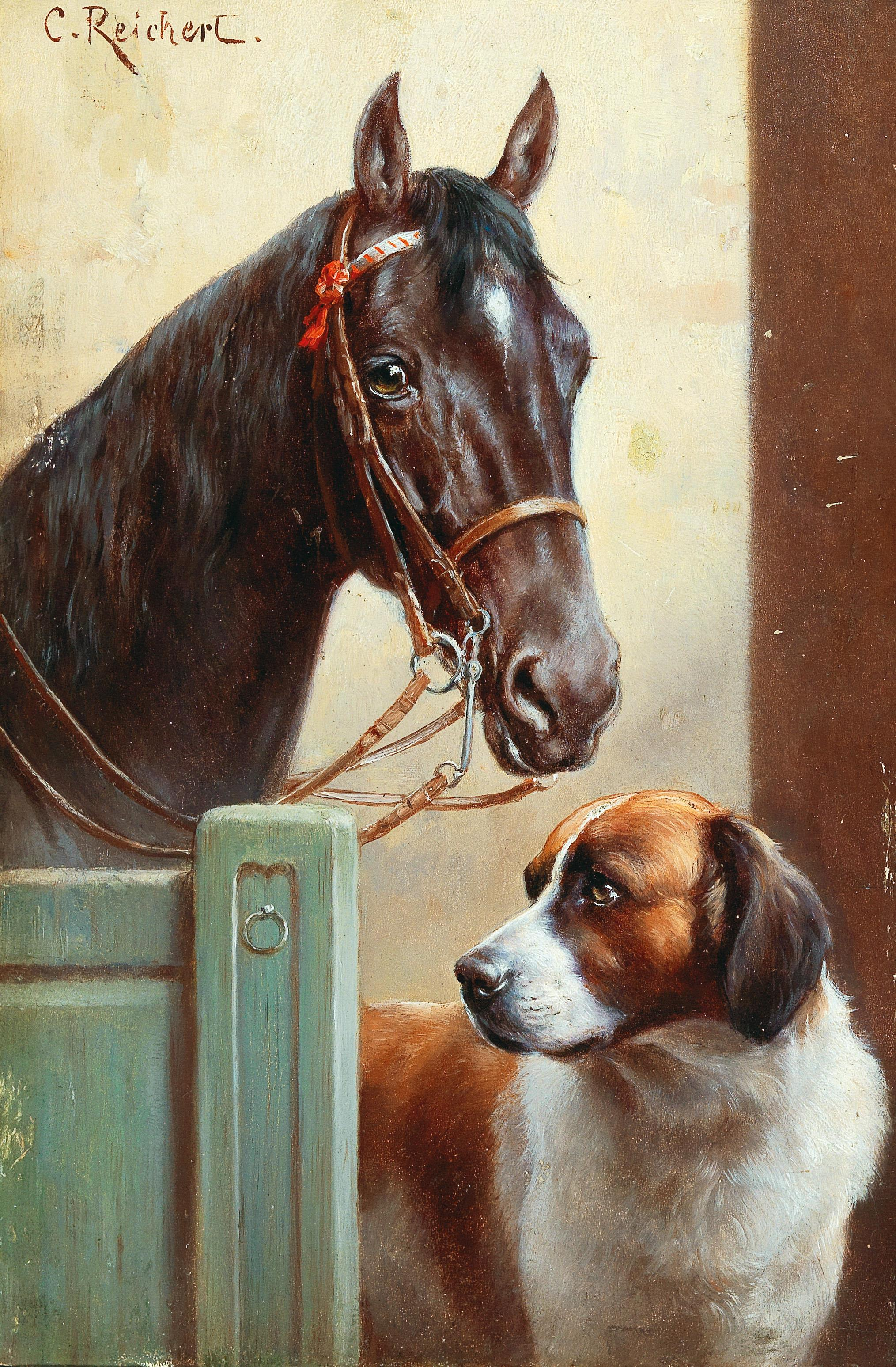